# Henryk I de Guise
Henryk I Gwizjusz, fr. Henri Ier de Guise (ur. 31 grudnia 1549, zm. 23 grudnia 1588) – książę Joinville, potem trzeci diuk Guise (1563) i par Francji, hrabia Eu. Syn Franciszka Gwizjusza i Anny d’Este. Zwany le Balafré, czyli „pokryty bliznami”, także „Henryk Pokiereszowany” lub „Henryk z Blizną”. Brat Ludwika de Guise, kardynała.
Przywódca Ligi Katolickiej w czasie wojen religijnych, prześladował hugenotów i był częściowo odpowiedzialny za rzeź w noc św. Bartłomieja w 1572 r. Zginął zamordowany z woli króla Henryka III na zamku w Blois 23 grudnia 1588 r. Widząc go na podłodze konającego, król miał powiedzieć „jaki on wielki!”. Dzień później zamordowano jego brata, Ludwika de Guise, kardynała. Ciała braci spalono, popioły wrzucono do Loary. Król próbował usprawiedliwić ten czyn niebezpieczeństwem, jakie stwarzali Gwizjusze dla korony francuskiej.

## Małżeństwo i potomstwo
4 października 1570 w Paryżu Henryk ożenił się z Katarzyną de Clèves (1548–1633), hrabiną Eu. Doczekał się z nią 14 dzieci:
- Karol książę de Guise (1571–1640)
- Henryk (1572–1574)
- Ludwik III, kardynał de Guise (1575–1621), arcybiskup Reims
- Karol (ur. i zm. 1576)
- Klaudiusz, książę de Chevreuse (1578–1657)
- Katarzyna (ur. i zm. 1573)
- Maria (1577–1582)
- Katarzyna (ur. 1579, zm. młodo)
- Krystyna (ur. i zm. 1580)
- Franciszek (1581–1582)
- Renée (1585–1626), przełożona klasztoru St. Pierre
- Joanna (1586–1638), przełożona klasztoru w Jouarre
- Ludwika Małgorzata (1588–1631), żona Franciszka, księcia de Conti
- Franciszek Aleksander (1589–1614), kawaler maltański

## Galeria

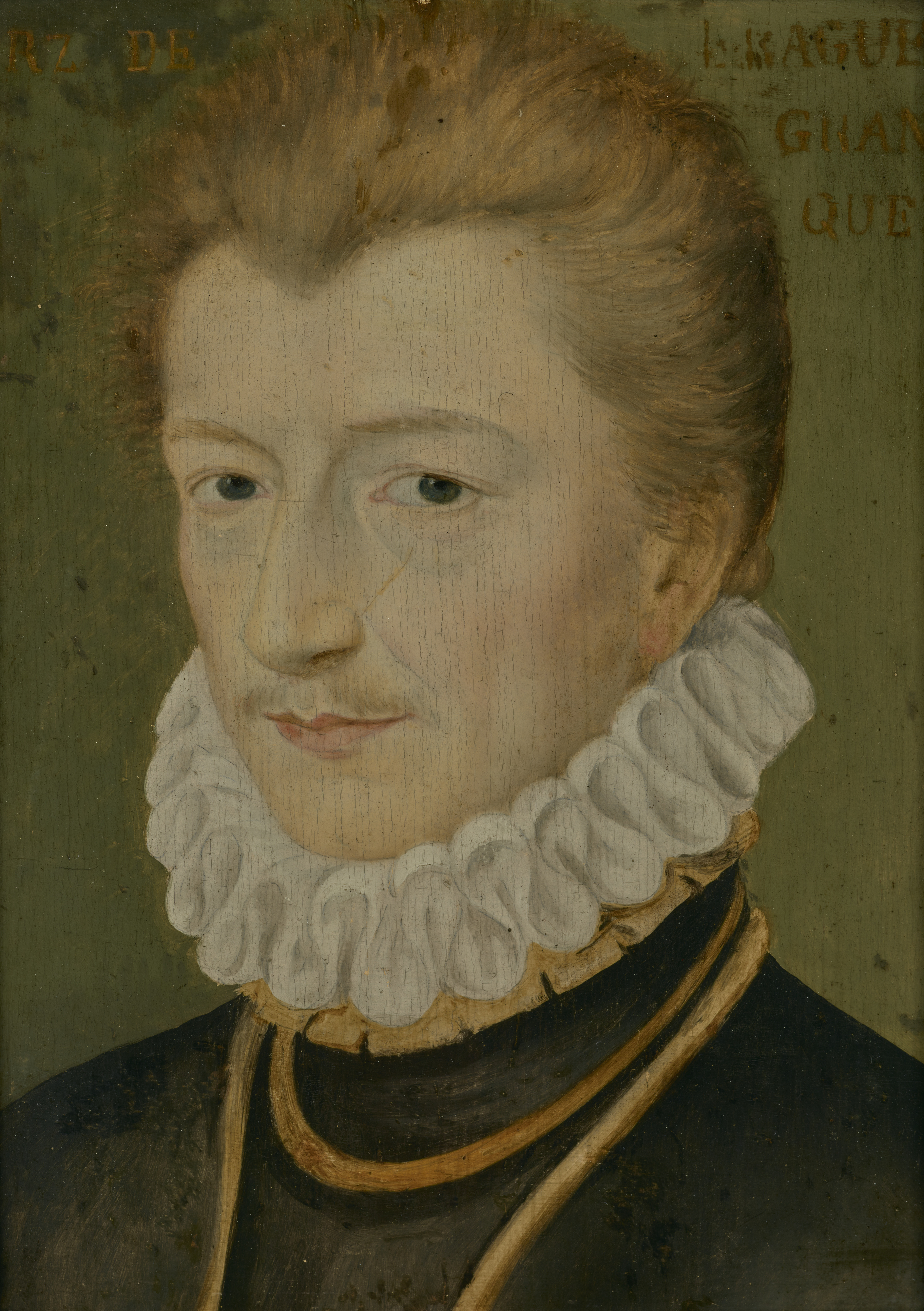
Portret Henryka I de Guise, ok. 1560–1570, kolekcja Muzeum Narodowego w Krakowie
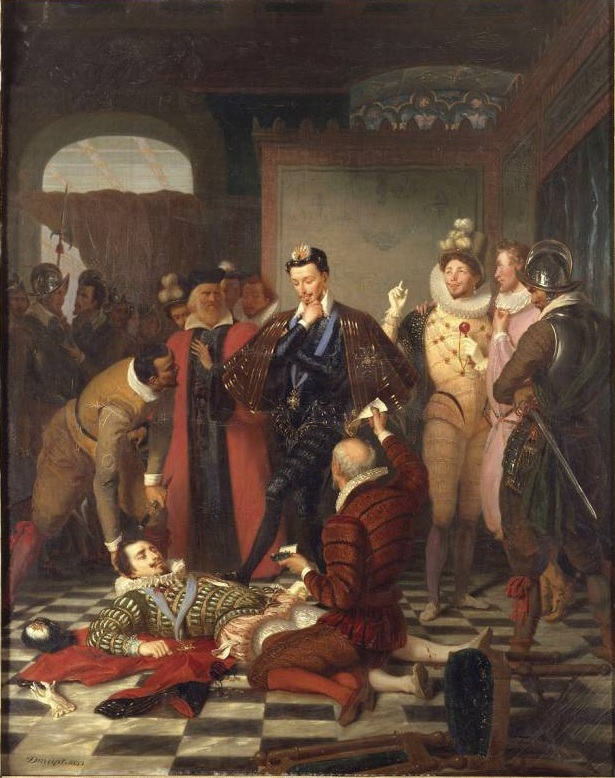
Zabójstwo księcia Gwizjusza